# Boquiapa
Boquiapa es un poblado del municipio de Jalpa de Méndez ubicado en la subregión centro del estado mexicano de Tabasco.

## Geografía
La localidad de Boquiapa se sitúa en las coordenadas geográficas 18°09′41″N 93°08′15″O / 18.161389, -93.137500, a una elevación de 5 metros sobre el nivel del mar.

## Demografía
Según el Conteo de Población y Vivienda 2020, efectuado por el Instituto Nacional de Estadística y Geografía, la localidad de Boquiapa tiene 1,425 habitantes, de los cuales 696 son del sexo masculino y 729 del sexo femenino. Su tasa de fecundidad es de 2.47 hijos por mujer y tiene 374 viviendas particulares habitadas.
| Gráfica de evolución demográfica de Boquiapa entre 1900 y 2020 |
|                                                                |
| INEGI.                                                         |